# Kvikkjokks kyrka
Kvikkjokks kyrka ligger vid sjön Saggat i samhället Kvikkjokk. Kyrkan tillhör Jokkmokks församling i Luleå stift.

## Historia
Silvermalm upptäcktes i trakten 1650-talet och 1661 anlades Luleå silververk med smältverk i Kvikkjokk och som gudstjänstlokal använde man en del av det hus som byggdes som bergmästarbostad. Det första kapellet byggdes 1764 och revs i början av 1900-talet.

## Kyrkobyggnaden
Nuvarande träkyrka uppfördes 1906 av byggmästare Gottfrid Svensson från Luleå efter ritningar av arkitekt Fritz Eckert som godkänts 1899. Kyrkan invigdes 7 juli 1907 av biskopen.
Kyrkan består av en långsträckt salskyrka, med ett lägre och smalare kor i öster och ett vapenhus i väster. I norr finns en vidbyggd sakristia invid koret. Den är uppförd av bilat liggtimmer som utvändigt klätts med stågad träspån och invändigt med pärlsponat panel. Taktäckningen är av sågat spån utom över sakristian, där taket är plåtklätt. Ytterväggarna är målningbehandlade med en blandning av rödfärg och tjära.
Kyrkorummet har öppen bänkinredning och täcks av ett tredingstak. Väggarna var ursprungligen brunlaserade liksom bänkarna. Innertaket är ett tredingstak med delvis synliga takstolar. Fönstren, grupperade tre och tre, är rundbågade och har svarvade kolonetter efter förebild från stavkyrkorna. Rosettfönstret över altaret sattes igen 1926. År 1936 spändes två dragjärn tvärs över kyrkorummet för att stabilisera
ytterväggarna som börjat luta utåt.
Större förändringar genomfördes 1950-1951 efter förslag av Seth Fridén. Ytterdörrarna byttes ut. Altaret flyttades fram och den gamla predikstolen från 1764 återuppsattes efter renovering. År 1961 restaurerades kyrkan och interiören målades i ljus färgsättning, starkt avvikande från Eckerts ursprungliga utformning.
Intill kyrkan står en klockstapel, även den ritad av Eckert. Det är en klockbock med huv som täcks av korslagda sadeltak och som kröns av en spira.

## Inventarier
- Predikstolen och dopfunten är samtida med tidigare kapell från 1764. I tidigare kapell fanns även ett hörnskåp och ett altartäcke som är broderat med tenntråd på kläde.
- Altarskåpet är ritat 1925 av Torben Grut oich har en målning utförd av Gerda Höglund.
- Orgeln, tillverkad 1968 av Grönlunds Orgelbyggeri, har fem stämmor fördelade på manual och pedal.[1]

## Bilder

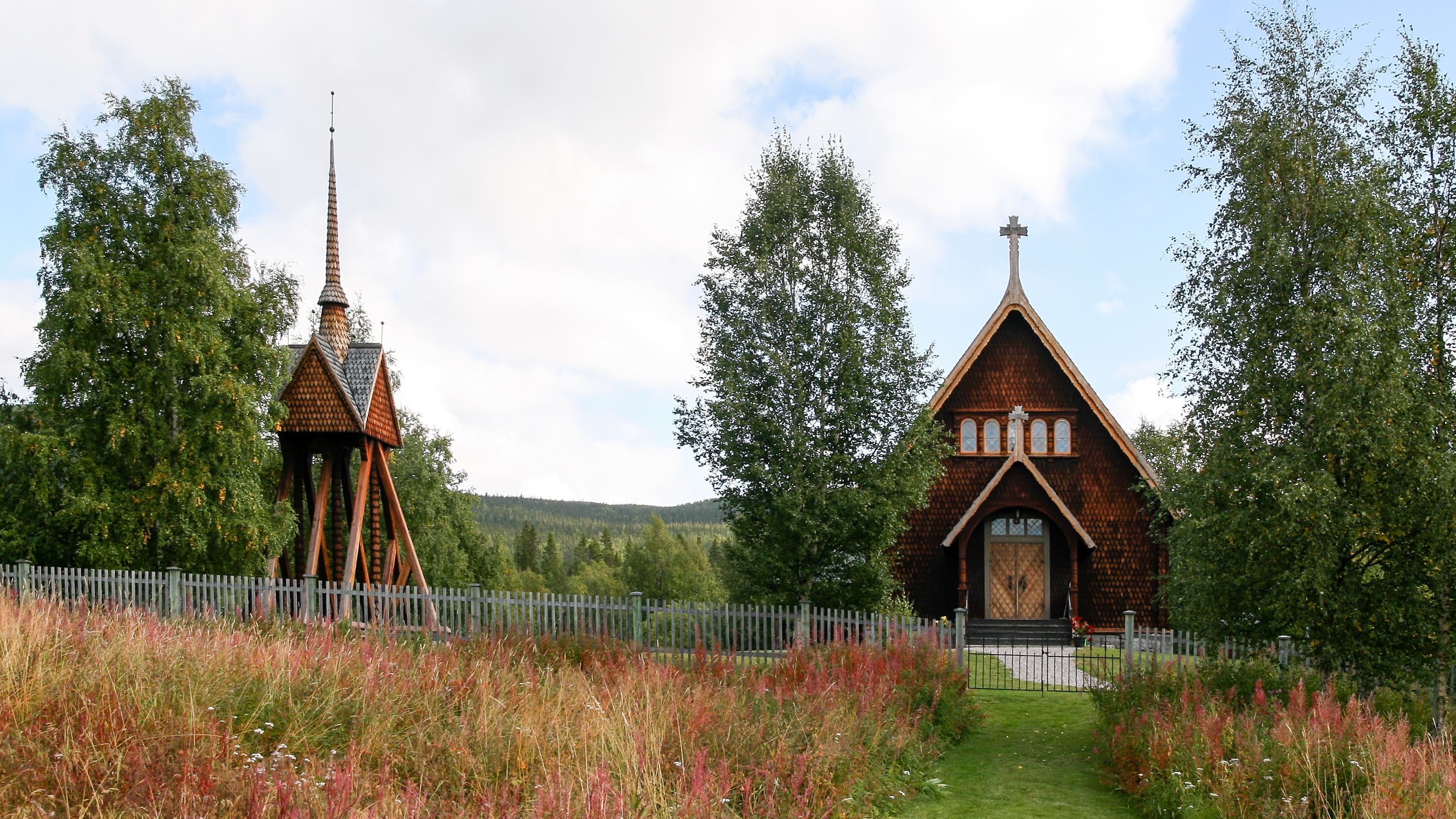
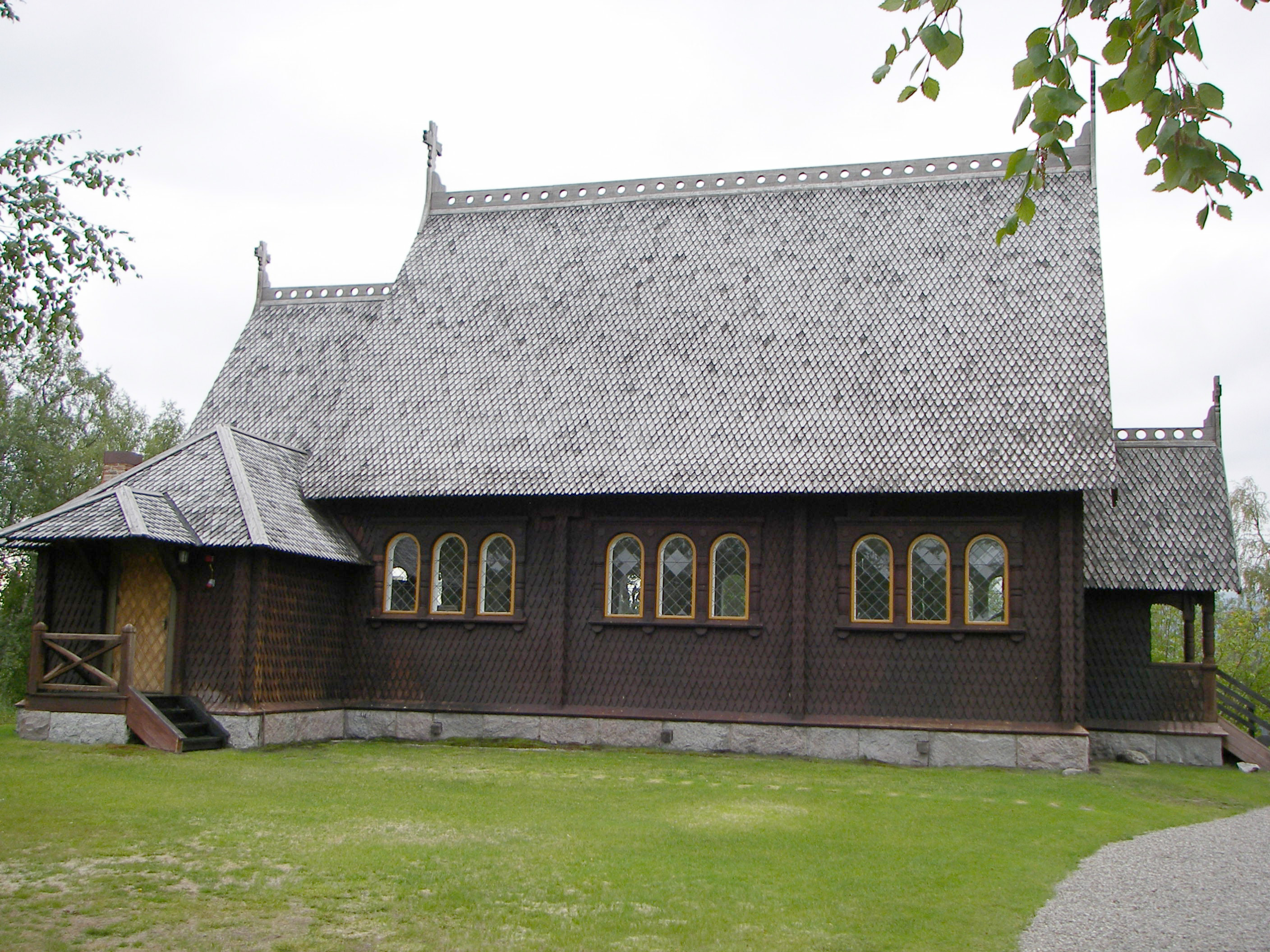
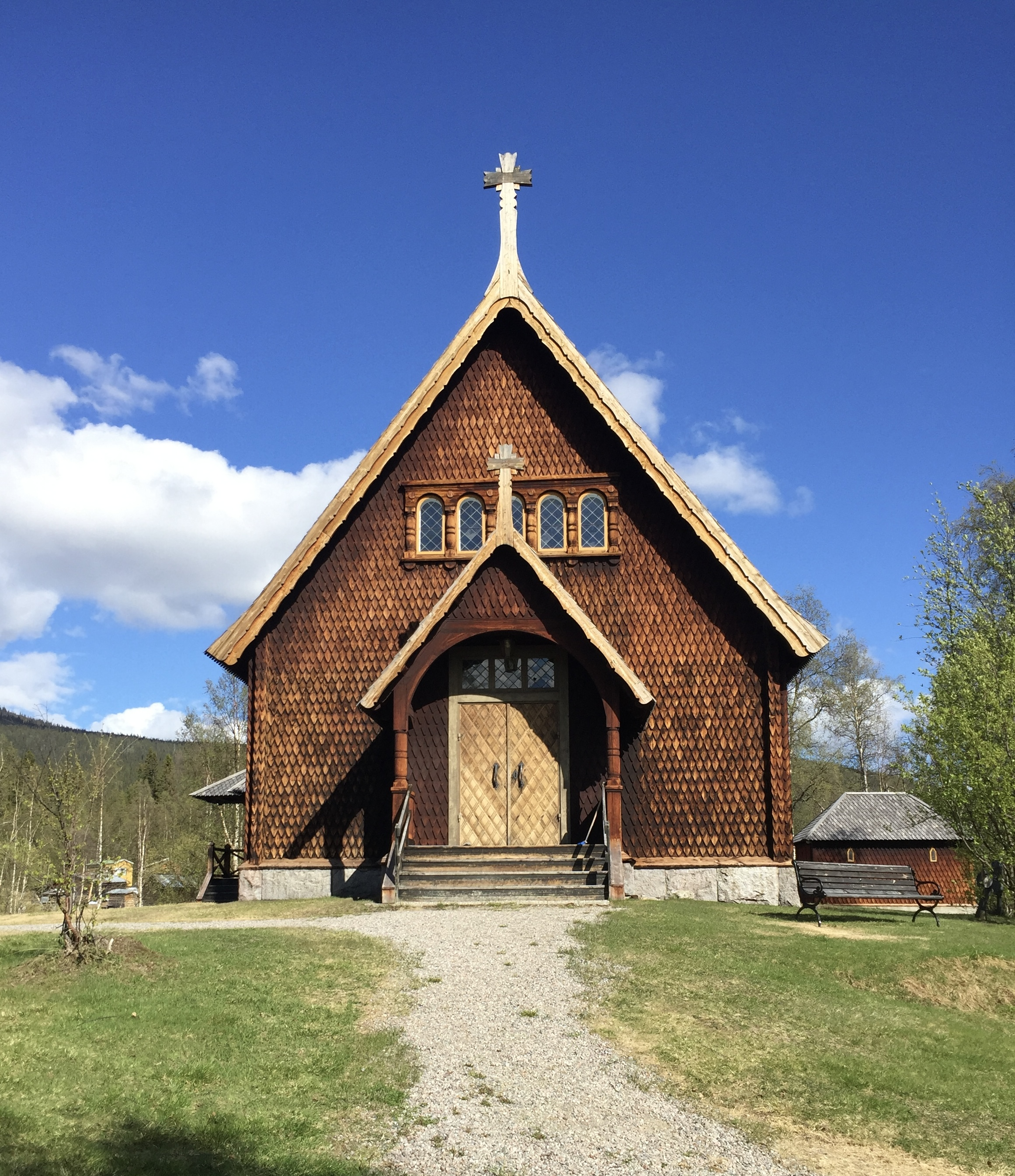
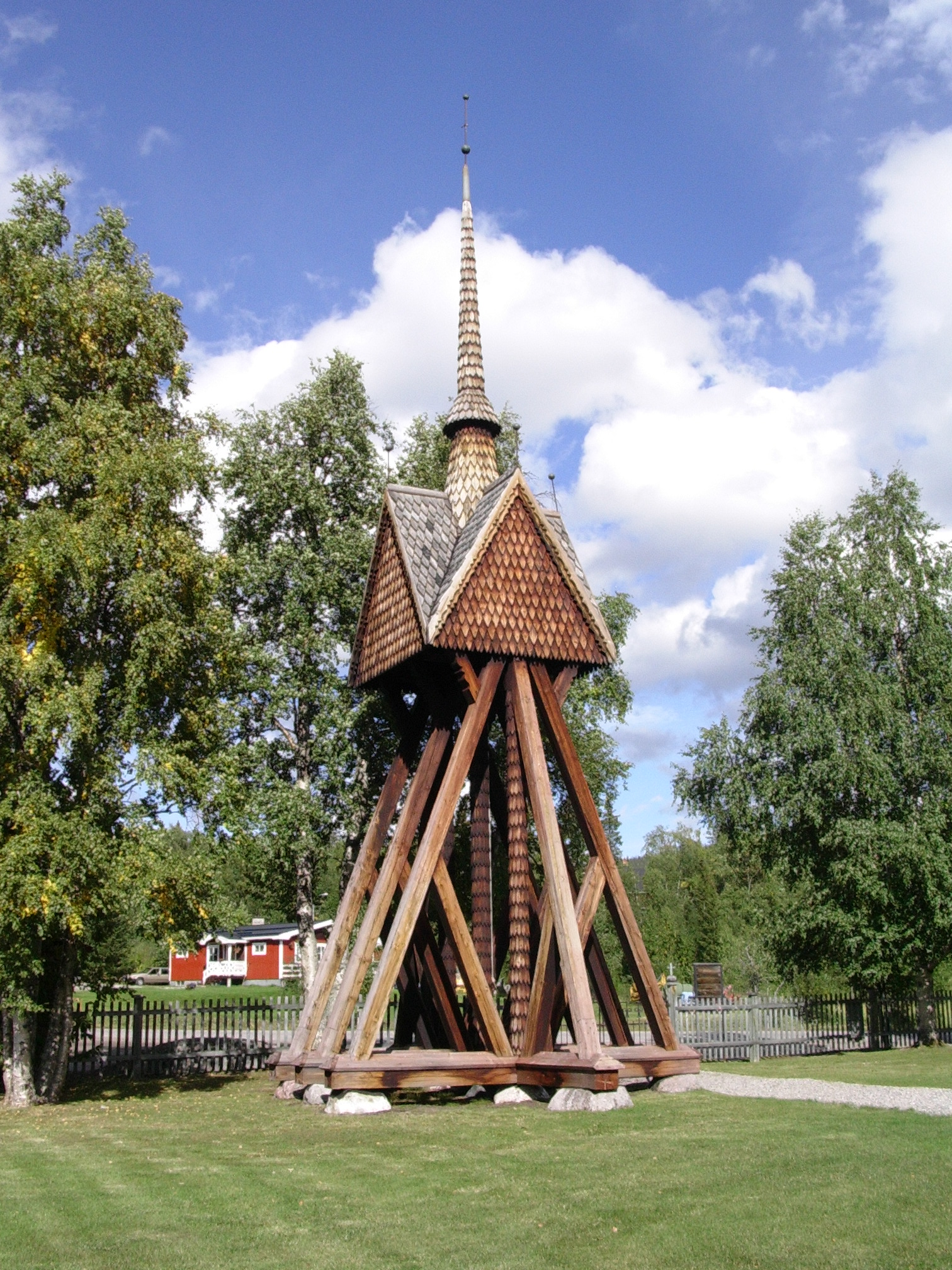
Klockstapeln
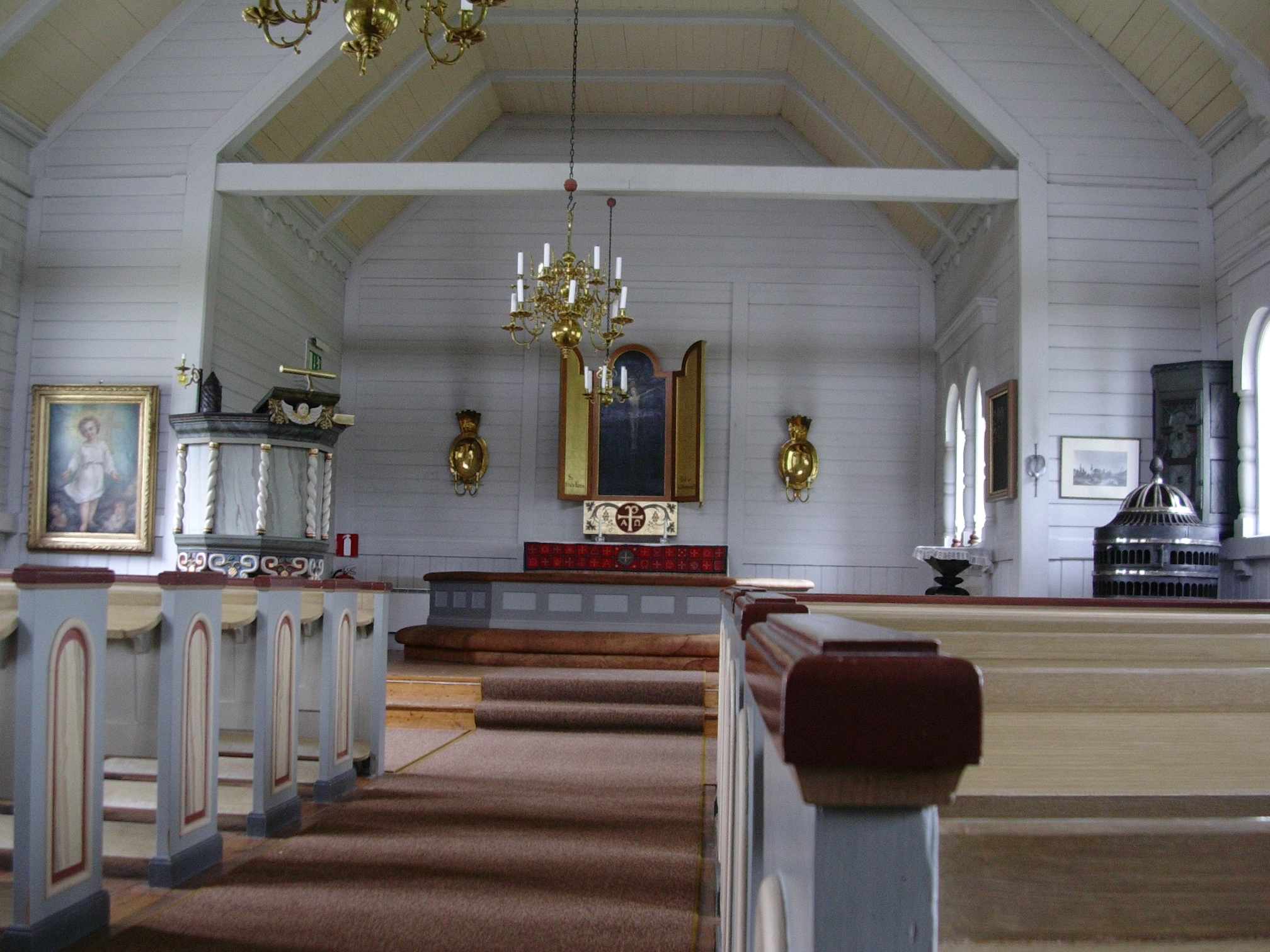
Interiör mot koret